# (129109) 2004 XF32
(129109) 2004 XF32 est un astéroïde de la ceinture principale.
Il a été découvert le 10 décembre 2004 par le programme LINEAR à Socorro.
Il a pour particularité d'être considéré comme un troyen potentiel du système Soleil-Cérès, au point L5.

## Compléments